# Toma Barewycz
Toma Barewycz, ukr. Тома Баревич, pol. Tomasz Barewicz, niem. Thomas Barewicz (ur. 17 października 1836 w Bazarze w pow. czortkowskim, zm. 4 lipca 1894 w Samborze) – ksiądz greckokatolicki, ukraiński działacz społeczny, pedagog oraz poseł do Sejmu Krajowego Galicji i austriackiej Rady Państwa.
Studia gimnazjalne odbył w Buczaczu i w gimnazjum klasycznym we Lwowie, gdzie w 1855 zdał egzamin dojrzałości. W latach 1855–1859 odbył studia teologiczne w centralnym seminarium grecko-katolickim i Studium Teologicznym uniwersytetu wiedeńskiego. Po skończeniu studiów podjął pracę nauczycielską w 1860 jako zastępca nauczyciela w gimnazjum w Samborze, a w 1861 w gimnazjum oo. Dominikanów we Lwowie. W 1863 został nauczycielem rzeczywistym w gimnazjum w Stanisławowie. W 1864 otrzymał święcenia kapłańskie. 
W 1864 zdał także egzamin uzupełniający w Wiedniu uzyskując uprawnienia do nauczania filologii klasycznej w szkołach średnich. Był dyrektorem gimnazjum w Drohobyczu (1872-1874) i C. K. Wyższego Gimnazjum w Samborze (1874-1889). W 1889 przeniesiony w stan spoczynku mieszkał w Samborze. W latach 1881–1884 członek Rady powiatu Samborskiego. 
Poseł do Sejmu Krajowego Galicji II kadencji (1867–1869), Do Sejmu Krajowego Galicji wybrany w I kurii obwodu Stanisławów, z okręgu wyborczego Stanisławów. Był także posłem do Rady Państwa w Wiedniu II kadencji ( 20 maja 1867 - 31 marca 1870), gdzie należał do Koła Polskiego. Wybrany przez Sejm z kurii I (wielkiej własności), z mandatu zrezygnował na znak protestu przeciwko uprzywilejowaniu Niemców i odrzuceniu uchwały galicyjskiej.   
Był "polonofilem" a część Ukraińców zarzucała mu że "pozostawał na usługach Polaków". Kazimierz Chłędowski napisał o nim że: "ulubieńcem Gołuchowskiego, doradcą we wszystkich kwestiach ruskich był ksiądz Barewicz, później dyrektor gimnazjalny. Był on prawie taki Rusin jak Sawczyński, który uważał obydwa narody jako na wieki zbratane, szedł zgodnie z Polakami we wszystkich sprawach krajowych i nie oglądał się na świętojurców. Takich Rusinów było coraz mniej". Z drugiej strony Encyklopedia Ukrainoznawstwa twierdziła, że współpracował z gazetami moskalofilskimi. Wydaje się to mało prawdopodobne w świetle relacji Jan Lama który w "Gazecie Narodowej" tak przedstawiał jego postać: "Poseł ten jest już koniecznie Rusinem; nie mogą mu tego zaprzeczyć świętojurcy, jak p. Sawczyńskiemu albo Popielowi. Twierdzić, że ks. Barewicz nie kocha swego ludu, znaczyłoby tyle, co zarzucać mu, iż nie kocha siebie samego. Właśnie też z tego powodu że jest Rusinem i kocha lud ruski, stoi on w diametralnej opozycji z świętojurcami. Mowa jego, miana przy rozprawach nad językiem wykładowym, pomieszała niezmiernie ich szyki: potrzeba było widzieć jadowite spojrzenia, które ciskali na niego, gdy im przypominał, że od dwudziestu lat nie zrobili nic dla ruskiego języka i dla ruskiego piśmiennictwa, i tylko zaprowadzili moskiewszczyznę. Jeden Rusin, przemawiający w ten sposób, gniewa ich i szkodzi im więcej, niż sto najdowcipniejszych mów posła Borkowskiego". Magdalena Semczyszyn w swej pracy napisała, że "był przeciwnikiem idei ruchu moskalofilskiego. (...) W kadencji sejmowej 1867−1870 ks. Barewycz był sekretarzem sejmu i nie wziął udziału wraz z pozostałymi posłami ruskimi w demonstracyjnym opuszczeniu sali obrad podczas omawiania rezolucji galicyjskiej. Był następnie przez to stygmatyzowany przez posłów i wyborców ruskich.". W nekrologu zamieszczonym w "Kurierze Lwowskim tak go scharakteryzowano "obdarzony niezwykłymi zdolnościami, mógł był stać się wybitną osobistością, gdyby nieba dały mu jeszcze jeden przymiot bez którego nieraz i w Galicji nie można stanąć wysoko - charakter. Nieboszczyk Rusin z rodu i ksiądz ruski odznaczał się dziwną chorobliwą nienawiścią do wszystkiego co ruskie. Jako nauczyciel i pedagog dawał ją odczuwać nie tylko młodzieży ale także swym kolegom w zawodzie. Wywoływało to sceny gorszące, wpływało szkodliwie na rozwój zakładów powierzonych jego pieczy i zmusiło go wreszcie pójść na pensję. Jakiś czas jeszcze próbował kariery pedagogicznej u Jezuitów w Chyrowie, lecz i tam długo nie popasał. Umarł zapomniany i odstąpiony nawet przez krewnych".

## Życie prywatne
Urodził się w rodzinie księdza gr.-kat. i kantora Wasyla. Żonaty z Leopoldyną z Kocowskich. Mieli troje dzieci, dwóch synów i córkę. Jednym z synów był Witold Barewicz (1865-1911), doktor germanistyki, profesor gimnazjalny we Lwowie.